# Pernille Erenbjerg
Pernille Lyngvold Erenbjerg (født 21. august 1967) er en dansk erhvervskvinde.
Fra 2015 var hun administrerende direktør i TDC A/S efter at have afløst Carsten Dilling.
Hun blev i 2018 erstattet af Allison Kirkby.

## Eksterne kilder og henvisninger
1. 1 2 3  Karrierekvindernes rollemodel - 25. marts 2011 -
 hentet: 7. juli 2017
2. ↑  BLÅ BOG om Pernille Erenbjerg | Nyheder | DR
3. ↑  Dan Jensen (9. oktober 2018). "TDC udnævner ny topchef: Her er afløseren for Pernille Erenbjerg". Computerworld.